# Stazione di Amola
La stazione di Amola è stata una stazione ferroviaria situata lungo la ferrovia Bologna-Verona. Prima di essere riconvertita in posto di movimento, serviva il centro abitato di Amola del Piano, frazione di San Giovanni in Persiceto.

## Storia
La stazione venne aperta al traffico nel 1941, per poi essere convertita in posto di movimento e infine dismessa nel 2005 a seguito del raddoppio della linea.